# Die Mumie kehrt zurück
Die Mumie kehrt zurück ist ein US-amerikanischer Horror-Abenteuerfilm aus dem Jahr 2001, Regie führte Stephen Sommers. Es ist die Fortsetzung des Films Die Mumie aus dem Jahr 1999. Auf Basis der Rahmenhandlung des Films entstand die 26-teilige Zeichentrickserie Die Mumie – Das Geheimnis der Mumie.

## Handlung
3067 v. Chr. zieht der Skorpionkönig, ein imposanter Krieger, aus, um die Welt zu erobern. Nach einem siebenjährigen Feldzug wird er besiegt und mit seiner Armee in die heilige Wüste von Ahm Shere vertrieben. Alle seine Männer sterben nacheinander auf dem Weg dorthin. Als letzter Überlebender bietet er schließlich Anubis einen Pakt an: Der Gott soll ihm das Leben und den Sieg über seine Feinde schenken und als Gegenleistung seine Seele erhalten. Anubis akzeptiert den Pakt, indem er ihm einen Skorpion schickt, den der König umgehend verzehrt. Daraufhin entsteht um den König herum eine prächtige Oase, die fortan sein Refugium und seine Heimat ist. Um ihm den Sieg über seine Feinde zu erleichtern, erhält er von Anubis außerdem zur Unterstützung dessen Armee. Wie erwartet, besiegt der Skorpionkönig all seine Feinde, woraufhin sich Anubis seiner Seele bemächtigt und den König zwingt, ihm für alle Ewigkeit zu dienen. Die Armee des Anubis wird zurück in die Wüste geschickt, wo sie „schweigsam wartet“.
Ägypten, 1933. Rick und Evelyn O’Connell, die Protagonisten aus Die Mumie, haben inzwischen geheiratet und mit dem jetzt achtjährigen Alexander ein gemeinsames Kind. Bei Ausgrabungen in einem Tempel in der Gegend von Theben ist Rick auf der Suche nach seinem naseweisen Sohn, während Evelyn immer wieder geheimnisvolle Visionen hat, die ihr von einem früheren Leben berichten. Das Paar findet in den Katakomben des Tempels schließlich den Armreif des Anubis, welcher den Weg zur Ruhestätte des Skorpionkönigs weist. Ungefähr zur gleichen Zeit gelingt es der mysteriösen Meela Nais, einer Reinkarnation Anck-Su-Namuns, und einer von dem kaltblütigen Lock-Nah angeführten Söldnerhorde, das versunkene Hamunaptra auszugraben und die Mumie Imhoteps zu bergen. Da Meela vom Fund der O’Connells und deren Abreise nach England erfahren hat, folgt sie der Familie.
Inzwischen sind die O’Connells wieder in London angekommen, wo Evelyn Rick die Geschichte des Skorpionkönigs und seiner Ruhestätte erzählt: Der Skorpionkönig soll alle 5000 Jahre erwachen und Tod und Zerstörung über die Erde bringen. Wer ihn aber besiegt, erhält den Oberbefehl über seine nahezu unbesiegbare Armee. Die Pyramide im Herzen der Oase, in welcher der Skorpionkönig haust, soll aus purem Gold sein. Ramses IV., Alexander der Große, Julius Caesar und Napoleon haben Expeditionen nach ihr ausgesandt, von denen niemand jemals zurückkehrte. Zur gleichen Zeit öffnet Alex den altägyptischen Kasten mit dem Armreif und legt ihn an. Der Armreif schließt sich automatisch und Alex hat Visionen von den Pyramiden von Gizeh sowie vom Karnak-Tempel. Als er versucht, den Armreif wieder abzunehmen, gelingt es ihm nicht. So legt er eine wertlose Skulptur in die Kiste, aus der er den Armreif entnommen hatte, und schließt sie wieder.
Meela und Lock-Nah betreten daraufhin das Anwesen, um den Armreif zu stehlen. Es kommt zum Kampf, den die O’Connells zwar gewinnen, allerdings entführen die Söldner Evelyn. Rick und sein Schwager Jonathan kommen zu spät, treffen aber Ardeth Bay wieder, der ihnen fortan zur Seite steht. Alex präsentiert den Herren dann den Armreif, welchen er noch immer trägt, und führt die Abenteurer außerdem noch auf die Spur von Hafez, dem Kurator des Britischen Museums. Allerdings muss Ricks Sprössling erfahren, dass das Anlegen des Reifes die nächste Apokalypse heraufbeschworen hat.
In den Kellern des Museums werden Rick und Ardeth Zeugen, wie Hafez Imhotep in einem Ritual in Anwesenheit von Lock-Nah wiedererweckt, während Jonathan und Alex vor dem Museum das Auto zur Flucht bewachen. Der Plan der Bösen wird offensichtlich: Sie wollen durch den unsterblichen Hohepriester den Skorpionkönig töten und durch ihn die Armee des Anubis übernehmen lassen. Zugleich soll Evelyn ihm geopfert werden. Rick kann Evelyn befreien und zusammen mit Ardeth Bay Imhoteps untote Schergen während einer Verfolgungsjagd in einem Doppeldeckerbus durch die nächtliche Hauptstadt besiegen. Doch danach wird Alex von Lock-Nahs Truppen entführt, da dieser inzwischen herausgefunden hatte, dass der Junge den dringend benötigten Armreif am Handgelenk trägt.
Für die von Rick angeführte Rettungstruppe beginnt daraufhin ein Wettlauf mit der Zeit, da sie erstens Alex zurückholen und zweitens vor den Bösewichten rund um Imhotep in der Oase von Ahm Shere sein müssen, um den Plan des Hohepriesters zu vereiteln. Während Imhotep seine fleischliche Gestalt ritusmäßig wiedererhält, Anck-Su-Namun in Meela Nais’ Körper wiedererweckt und mit Hilfe von Alex seinem Ziel näher kommt, will Rick seinen alten Kumpel Izzy einspannen. Der besitzt ein schnelles Luftschiff, ist jedoch bei Ricks Anblick entsetzt, da dies ihn an schmerzvolle alte Zeiten erinnert. Erst das goldene Zepter, welches Jonathan als Andenken mit sich herumträgt, lässt Izzy umdenken, und die Gruppe macht sich auf in die Lüfte und nilaufwärts in Richtung der geheimnisvollen Oase. Ardeth Bay verabschiedet sich, um aus der Gesamtheit der zwölf Medjai-Stämme eine schlagkräftige Armee zu formen.
Während der Fahrt im Luftschiff hat Evelyn erneut Visionen, diesmal konkreter: Evy ist die Reinkarnation von Prinzessin Nefertiri, der Tochter von Pharao Sethos I., und gleichzeitig Beschützerin des Armreifes. Ankh-Su-Namun ist ihr ein Dorn im Auge, da sie die Affäre ihrer angehenden Stiefmutter mit Imhotep ahnt. Als sie kurz darauf die (aus dem Vorgängerfilm Die Mumie) bekannten Vorgänge rund um die Ermordung ihres Vaters beobachtet, ist sie es, welche die Medjai zur Rettung losschickt. Rick erfährt, dass eine Tätowierung an seinem rechten Unterarm, die er in einem ägyptischen Waisenhaus erhalten hat, ihn als „Krieger Gottes“, also selbst als einen Medjai kennzeichnet.
Trotz der riesigen Welle, die Imhotep mit dem Nil heraufbeschwört und die das Luftschiff fast zum Absturz bringt (eine Anlehnung an den entfesselten Sandsturm aus dem ersten Film, Erkennungsmerkmal ist jeweils Imhoteps Gesicht, das versucht die Helden zu verschlingen) gelangt O’Connells Gruppe zeitgleich mit dem Hohepriester in der Oase an. Hier lüftet sich nun das Geheimnis der verschollenen Armeen verschiedener Heerführer der Geschichte: Die Oase wird von mörderischen, zwergähnlichen und mumifizierten Pygmäen bewohnt, die sogleich Lock-Nahs Söldner dezimieren. Letzterer versucht in dem Chaos, Alex umzubringen. Gleichzeitig starten Rick, Evy und Jonathan einen Gegenschlag und befreien Alex – auch mit Hilfe des zurückgekehrten Ardeth Bay, der Lock-Nah ausschaltet. Die Pygmäen werden abgeschüttelt, und Rick gelingt es im letzten Augenblick, Alex mit dem Armband zur Pyramide zu bringen, bevor die aufgehende Sonne die Pyramide erreicht – was ihn im Falle des Misslingens getötet hätte.
Dann tauchen die Gegenspieler auf und Anck-Su-Namun sticht Evelyn nieder, während Imhotep die Pyramide betritt. Als er ein Siegel überschreitet, werden ihm seine magischen Kräfte genommen, und er muss als Sterblicher dem Skorpionkönig gegenübertreten. Hafez hat inzwischen die Anubis-Armee reaktiviert, welche sich daraufhin einen erbitterten Kampf mit den von Ardeth angeführten Medjai liefert. Alex und Jonathan beleben mittels des Buches Evelyn wieder, welche Anck-Su-Namun mit einem Messerkampf in Schach hält. Rick stört Imhotep bei dessen Ritual und liefert sich einen Kampf mit dem Hohepriester, in dessen Verlauf Mathayus erwacht: Der Skorpionkönig ist zu einem namensgleichen Monster mutiert und attackiert die Kämpfenden. Imhotep gibt sich als Diener aus und hetzt den Skorpionkönig auf Rick.
Während des Kampfes stellt Rick anhand von Wandreliefs fest, dass Jonathans goldener Stab das Zepter des Osiris ist, das, zu einem Speer umfunktioniert, den Skorpionkönig töten kann. Im letzten Moment kann Rick Imhotep den Speer entreißen und den Skorpionkönig töten, der sich daraufhin in schwarzem Sand auflöst – wie auch die Armee des Anubis. Dies setzt jedoch die Selbstzerstörung der Pyramide und somit der gesamten Oase in Gang. Rick wird von Evelyn vor dem Sturz in die Seelenhölle (vermutlich die verstorbenen Krieger des Skorpionkönigs) gerettet, während Imhotep traurig erkennen muss, dass Anck-Su-Namun zu einer solchen Tat nicht bereit ist, da diese vor lauter Feigheit versucht, ohne ihren Geliebten zu fliehen. Er wirft traurig lächelnd einen letzten Blick auf Evelyn und Rick und stürzt sich mit gebrochenem Herzen schließlich selbst in die Hölle. Anck-Su-Namun stirbt beim Sturz in eine Spalte mit giftigen Skorpionen.
Die Oase versinkt schnell im Wüstensand, und im letzten Moment werden Rick, Evelyn, Jonathan und Alex von Izzy in dessen Luftschiff gerettet. Jonathan gelingt es sogar noch, den riesigen Diamanten von der Spitze der Pyramide mitzureißen, womit das Abenteuer auch für ihn erfreulich zu Ende geht. Gemeinsam entfliehen sie der kollabierenden Ahm-Shere-Oase. Ardeth Bay hat ebenfalls überlebt und verfolgt glücklich ihren Flug, bevor er in die Wüste zurückreitet.

## Synchronisation
| Rolle                      | Darsteller               | Synchronsprecher         |
| -------------------------- | ------------------------ | ------------------------ |
| Rick O’Connell             | Brendan Fraser           | Torsten Münchow          |
| Izzy Buttoms               | Shaun Parkes             | Oliver Rohrbeck          |
| Jonathan Carnahan          | John Hannah              | Stefan Staudinger        |
| Evelyn O’Connell           | Rachel Weisz             | Bettina Weiß             |
| Nefertiri                  | Rachel Weisz             | Bettina Weiß             |
| Alexander „Alex“ O’Connell | Freddie Boath            | Wilhelm-Rafael Garth     |
| Ardeth Bay                 | Oded Fehr                | Frank Glaubrecht         |
| Lock-Nah                   | Adewale Akinnuoye-Agbaje | Detlef Bierstedt         |
| Spivey                     | Tom Fisher               | Stefan Fredrich          |
| Jacques                    | Joe Dixon                | Engelbert von Nordhausen |
| Red                        | Bruce Byron              | Roland Hemmo             |
| Kurator Baltus Hafez       | Alun Armstrong           | Gerhard Paul             |
| Meela Nais                 | Patricia Velásquez       | Claudia Urbschat-Mingues |
| Anck-Su-Namun              | Patricia Velásquez       | 1                        |
| Imhotep                    | Arnold Vosloo            | 2                        |

## Kritiken
„Es ist erstaunlich, dass bei all der Zeit und all dem Geld, das in die Effekte des Films investiert wurde, das Ergebnis so kitschig ist wie ein alter italienischer Herkules-Film.“

„Größer, schneller, lauter, mehr.“

„Fortsetzung des Erfolgsfilms ,Die Mumie‘ (1999), dramaturgisch im Stil eines B-Movies, technisch auf dem neuesten Stand computeranimierter Effekte. Eine temporeiche filmische Geisterbahnfahrt, die ausschließlich an der durchaus attraktiv dargebotenen äußeren Rasanz interessiert ist.“

## Trivia
- Der Film wurde in Marokko, Jordanien, Großbritannien sowie den dortigen Shepperton Studios gedreht. Als Front des Britischen Museums diente das University College London, für die Ausgrabungsstätte von Hamunaptra ein Tagebau bei London. Für die Autobusjagd wurde erstmals die Tower Bridge für den Verkehr gesperrt – wegen des entstandenen Staus jedoch nur für ein paar Minuten. Als Landhaus der O’Connells diente dasselbe Anwesen, das auch in Das Omen zu sehen war.
- Skorpionkönig-Darsteller Dwayne Johnson war bis 2006 Wrestler der WWE. Als Rocky Maivia bzw. The Rock hielt er siebenmal den WWE-Championtitel, ehe er sich vom Wrestling zurückzog. Die Mumie kehrt zurück war für ihn der Beginn seiner Schauspieler-Karriere. Seit 2011 tritt Johnson wieder vereinzelt bei Wrestlingveranstaltungen der WWE an und hielt seitdem ein weiteres Mal den WWE-Championtitel.
- Um seiner Rolle als Priester Imhotep gerecht zu werden, musste sich Darsteller Arnold Vosloo zweimal am Tag rasieren.
- Brendan Fraser brach sich während der Dreharbeiten eine Rippe, stauchte sich die Wirbelsäule und verletzte sich an beiden Knien. Dwayne Johnson litt unter Sonnenbrand und Magenverstimmungen.
- Alex bringt die Tempelsäulen genauso dominoartig zu Fall wie Evelyn die Bücherregale im ersten Teil. Ebenso kommt der Running Gag über die unleserliche Hieroglyphe aus dem „Buch der Toten“ bei der Übersetzung eines ägyptischen Spruches wieder vor.
- Die Handabdrücke auf den Badezimmerwänden im Zug stammen von Regisseur Sommers. Er hat im Film auch einen Gastauftritt: Er ist derjenige, der bei Izzy in der Badewanne sitzt.
- Als Imhoteps wieder erweckte Mumien die O’Connell-Gruppe durch London jagen, sind es zunächst vier, bei den Angriffen auf den Bus jedoch nur noch drei. Laut Regisseur Sommers sollte der vierte Alex attackieren, sobald der Bus angehalten hätte. Die Szene wurde auf Geheiß der Regie sowie der Übersicht halber aus dem Drehbuch entfernt. Gleiches geschah mit dem Kampf im Haus der O’Connells, welcher eigentlich in einem von Jonathan betriebenen Casino stattfinden sollte. Die O’Connells sollten darüber hinaus eigentlich in einer großen Wohnung leben.
- In einer mit Gold gefüllten Schatzkammer ist im Hintergrund eine lebensgroße Oscar-Statue zu sehen.
- Rachel Weisz’ Visionen-Charakter Nefertiri sollte ursprünglich Nefertiti heißen. Da man jedoch unpassende Lacher und Wortspielereien wegen des Namens befürchtete, änderte man diesen schließlich. Nefertiti ist die englische Aussprache für Nofretete.
- Der Name von Ricks Luftschiffpiloten wurde vom Hund des Regisseurs abgeleitet, der ebenfalls Izzy heißt.
- Die Sonne, beziehungsweise das Licht, welches sie wirft, fällt in Ahm-Shere falschherum ein. Sie geht im Osten des „Kessels“ der Oase auf, wo auch die Strahlen beginnen. Dies ermöglicht den Wettlauf von O’Connell und seinem Sohn.
- Der Titel des Films ist im Vorspann nicht zu sehen. Erst am Schluss bei den Credits kann man ihn lesen. Im Abspann läuft außerdem der Titelsong zum Film: Forever May Not Be Long Enough von Live.
- Die originale FSK-16-Version unterscheidet sich im Kampf der beiden Frauen um 0,16 Sekunden von der FSK-12-Version.[7]
- Der Film spielte bei Kosten von 98.000.000 Dollar wieder 433.013.274 Dollar ein und übertraf somit den Vorgänger.[8]
- Die Waffen, die Evelyn und Anck-Su-Namun während ihrer Kämpfe verwenden, sind sogenannte Saigabeln (oder nur als Sai bezeichnet). Saigabeln gab es im alten Ägypten ebenso wenig, wie Duelle zwischen der Braut des Pharaos und einer Prinzessin üblich waren. Die Saigabeln stammen ursprünglich aus Okinawa und waren Nahkampfwaffen. Der Regisseur meinte, dass ihm die Waffe gefallen habe und er sich künstlerische Freiheiten erlaubt habe.
- Das Heer des Anubis, die Außenansicht der Tempelanlagen sowie Kairo und große Teile Londons wurden am Computer animiert. Ebenso ist der Skorpionkönig digital erstellt worden. So wurden lediglich die Gesichtszüge von Dwayne Johnson auf die Figur übertragen.
- Die Mumie kehrt zurück wurde 2001 auch als Videospiel auf der Playstation 2 und dem Game Boy Color veröffentlicht. Im Spiel steht das Ende allerdings offen: Der Spieler kann zwischen Rick und Imhotep als Spielfiguren wählen. Gewinnt man als Rick das Spiel, so erscheint das Ende aus dem Film. Gewinnt man das Spiel allerdings als Imhotep, so erlangt Imhotep die Kontrolle über die Armee des Skorpionkönigs und erobert die Welt.

## Auszeichnungen
- Der Film wurde vier Mal für den Saturn Award nominiert: Bester Fantasyfilm, Bester Nachwuchsdarsteller (Freddie Boath), Beste Spezialeffekte und Bestes Make-up.
- Alan Silvestris Musik wurde mit dem ASCAP Film and Television Music Award[9] ausgezeichnet.
- Dwayne „The Rock“ Johnson wurde mit dem Teen Choice Award ausgezeichnet.
- Auch der zweite Teil fand in Deutschland wieder viel Zuspruch und erhielt wie der erste Teil die Goldene Leinwand und den Bogey Award in Gold.
- Der Film wurde acht weitere Male für verschiedene Filmpreise nominiert.

## Fortsetzungen
Die Vorgeschichte um den Skorpionkönig wurde im Jahr 2002 unter der Regie von Chuck Russell und einem Drehbuch von Stephen Sommers mit dem Spin-off-Prequel The Scorpion King ebenfalls verfilmt. Mathayus, der Name des Scorpion King, wird in Die Mumie kehrt zurück nicht erwähnt und taucht erst in diesem neueren Film auf. Dessen Vorgeschichte The Scorpion King 2: Aufstieg eines Kriegers ist eine Direct-to-DVD-Produktion und erschien am 19. August 2008 in den USA, am 28. August 2008 in Deutschland. Hier wurde jedoch Dwayne Johnson in der Rolle des Mathayus durch Michael Copon ersetzt.
Die Mumien-Reihe wurde im August 2008 mit dem Film Die Mumie: Das Grabmal des Drachenkaisers fortgesetzt.